# Baja tömegközlekedése
Baja tömegközlekedését a városi önkormányzat megrendelésére 2019 októberétől a Volánbusz üzemelteti. 2022. január 1-jétől Baja helyi járata ingyenesen vehető igénybe.

## Helyi közlekedés a '90-es évektől 2010-ig
Baja város helyi közlekedését a későbbi Kunság Volán elődje, a Volán 9 sz. Vállalat, majd 1990. január 1-jétől az abból kivált Bács Volán látta el. A városban akkoriban 10 önálló autóbuszvonal üzemelt. A járatok munkanapokon csúcsidőszakban jellemzően 30 percenként, azon kívül pedig 60 percenként, ún. randevú elv szerint közlekedtek. Ez azt jelentette, hogy a városközpontból jellemzően sugárirányban kifutó autóbuszvonalak járatai minden óra 15. és 45. percében találkoztak a Jelky András téri helyi autóbusz-állomáson, kedvező átszállási lehetőséget biztosítva egymás között. A nagyobb lakótelepeket kiszolgáló legforgalmasabb 8-as és 9-es vonalakon csúcsidőszakban 15 percenként, míg a többi járattól eltérően az 1-es és 9-es vonalakon csúcsidőszakon kívül is 30 percenként közlekedtek a járatok. A nagyobb gyárakhoz vezető 2-es, 3-as és 7-es vonalakon műszakváltások idején további sűrítő járatok indultak.
A szocialista nemzetgazdaság összeomlása és a gazdasági szerkezetváltás következtében megugró munkanélküliség, valamint az életszínvonal drasztikus visszaesésének köszönhetően az utazási igények is jelentősen csökkentek, mely a helyi autóbusz hálózatot is racionalizálásra kényszerítette. A 90-es évek közepe táján a legforgalmasabb vonalakon a járatkövetés 15-ről 30 percre ritkult, két vonal teljes egészben, egy pedig részben megszűnt, a hétvégi üzemidő pedig szűkítésre került.

### Autóbuszvonalak a '90-es években
- 1-es vonal: Jelky tér – Dózsa György út – Szentistván, vámház;
- 2-es vonal: Jelky tér – Szegedi út – Kismotor és Gépgyár – Gólyasor;
- 3-as vonal: Jelky tér – Szent László u. – Rezét u. – hurokban Bútoripari Vállalat – Duna Kötöttáru gyár (korábban Finomposztó Vállalat). A vonal a 90-es években megszűnt;
- 4-es vonal: Jelky tér – Szegedi út – Gólyasor – Mártonszállás – Mátéháza; Mátéházára iskolanapokon csak 2 járat közlekedett, az odáig tartó szakasz a 90-es években megszűnt;
- 5-ös vonal: Jelky tér – Szabadság út – Szeremlei u. – Vöröskereszt tér – Kálmán Király u. – Vaskúti úti laktanya. A vonal a 90-es években megszűnt;
- 6-os vonal: Jelky tér – Kórház – Pásztor u. – Kálmán Király u. – hurokban Jácint u. – Szeremlei u. – Vöröskereszt tér;
- 7-es vonal: Jelky tér – Kórház – Nagy I. u. – Hűtőház – VOLÁN telep – DUTÉP Vállalat. A 90-es évektől már 8Y vonalként csak munkanapokon reggel és délután közlekedett;
- 8-as vonal: Jelky tér – Szent Antal u. – Bara lakótelep – Lőkert sor – Új Köztemető – BÁCSHÚS (később DÉLHÚS). A BÁCSHÚS-ig a Köztemetőtől nem minden járat közlekedett tovább. Az eredeti 8-as vonal a 90-es évektől már 8A vonalként csak munkanapokon reggel és délután közlekedett; Az új 8-as körjárati vonal a 8A és 8Y vonalakat nagyrészt lefedve peremidőszakban, napközben és hétvégén közlekedett. Útvonala: Jelky tér – Szent Antal u. – Bara lakótelep – Lőkert sor – Új Köztemető – BÁCSHÚS (később DÉLHÚS) – Hűtőház – Nagy I. u. – Kórház – Jelky tér;
- 9-es vonal: Jelky tér – Szentháromság tér – Piactér – Újváros – hurokban Bútoripari vállalat – Duna Kötöttáru gyár (korábban Finomposztó Vállalat); A 3-as vonal megszűnésével a hurok Bútoripari Vállalat – Rezét u. – Duna Kötöttáru gyár útvonalra módosult, melyből a 2000-es évek elején a Duna-parti szakasz felhagyásra került, a megépült TESCO-nál pedig új megállóhely létesült. A hipermarket beindulását követően egy ideig, annak anyagi támogatásával a járat egész nap 30 percenként közlekedett, az üzemidő pedig éjfélig meghosszabbításra került;
- 12-es vonal: Jelky tér – Bernhardt S. u. – Mártonszállási út – TSZ Géptelep;

2007. június 1-jétől jelentősen módosult a város vonalhálózata. Az évtizedeken keresztül funkcionáló Jelky téri (korábban Április 4. téri) helyi autóbusz-állomás megszűnt, a járatok végállomása a vasútállomás szomszédságában európai uniós támogatással megépült új, vonatkerti autóbusz-állomásra került áthelyezésre. Az új hálózatot és menetrendet azonban már egy hónap múlva, július 2-án módosítani kellett, mivel az új autóbusz-állomás eltérő elhelyezkedése miatt meghosszabbodó alvégi és újvárosi autóbuszvonalakon (6-os, 8-as és 9-es) már nem volt tartható a 30 perces menetidő, ez pedig tömeges, halmozódó járatkésésekhez vezetett. Emiatt csúcsidőszakban és napközben új menetrend került bevetésre, melyben a járatok hosszabb, 40 perces menetidővel és 40 perces periódusidővel közlekedtek. 
A helyi közlekedésben jelentkező jelentős utasszámcsökkenés mérséklése érdekében 2008-ban visszaállították a 30 percenkénti közlekedést, valamivel több járattal és több vonal rövidítésével együtt: a hosszú 9-es járat helyett csúcsidőszakban új ellenkező irányú, rövidebb 39-es és 93-as körjáratok indultak, a 6-os járat útvonala rövidült, az 1-es és a 12-es pedig meghosszabbításra került a Déri F. sétányig. Sajnos az utasforgalom emelkedése elmaradt, aminek következtében a helyi üzem vesztesége tovább növekedett, melynek csak töredékét tudta fedezni a város által nyújtott anyagi támogatás. Mivel a Bács Volán bevételekkel nem fedezett költségei a helyi közlekedésben 2007-ben már elérték a 80 millió forintot, a céget a tulajdonosi jogkör gyakorlója felszólította a veszteséges tevékenységek felhagyására. Ezért a Szolgáltató 2009-ben jelentős járatritkításra és vonalhálózat-szűkítésre kényszerült. Csúcsidőszakban a 39-es és 93-as körjáratok helyett visszaállt a 9-es, csúcsidőszakon kívül az 1-es és 12-es járatok helyett összevont 112-es járat közlekedett, a Szeremlei utcai hurok elhagyásával lerövidült a 6-os vonal, a 6-os és 8-as járatok helyett pedig peremidőszakban összevont 68-as járat indult.

## Az Orangeways korszak (2010-2013)
Baja Város Önkormányzata, látva a helyi közlekedés színvonalának drasztikus romlását, 2009-ben pályázatot írt ki a város helyi közlekedésének ellátására. A pályázók közül a város képviselő testületének döntése alapján 2010. január 1-jétől az Orangeways Zrt. nyerte el a jogot a helyi járatok egyéves üzemeltetésére, annak ellenére, hogy a Bács VOLÁN kedvezőbb árajánlatot adott. A szolgáltatóváltást követően, 2011. március 27-től kismértékben bővült a vonalhálózat és a járatok száma is: napi néhány alkalommal új 5-ös, 93-as és 39-es járatok indultak. (Az új 39-es és 93-as vonalak a korábbiaktól eltérően, rövidebb útvonalon, a Kölcsey Ferenc utcán keresztül közlekedtek.) A kezdeti kedvező tapasztalatok láttán az Önkormányzat 2011. január 1-jével kezdődően 10 éves közszolgáltatási szerződést írt alá a céggel. 
A helyi közlekedés ellátása az enyhén, de folyamatosan bővülő menetrendi kínálattal azonban nem ment zökkenőmentesen. Intő jelként szolgált, mikor 2011. október 12-én a magáncég járművezetői sztrájkba léptek, elmaradt munkabéreiket követelve. Végül 2013. december 8-án, vasárnap délután, előzetes tájékoztatás nélkül, az Orangeways Dél-Alföld Kft. műszaki okokra hivatkozva (valójában, vélhetően fizetésképtelenség miatt) beszüntette Baján a helyi közlekedést. A helyzet abszurditását jól mutatta, hogy a buszok a város különböző pontjain magukra hagyva álltak napokon keresztül. A leállást követően az Önkormányzat azonnali hatállyal felbontotta a céggel kötött közszolgáltatási szerződését.  Archiválva 2016. március 15-i dátummal a Wayback Machine-ben  Archiválva 2016. március 15-i dátummal a Wayback Machine-ben

## Újabb Volán korszak, 2013-tól
A város helyi közlekedése 2013. december 9-én hajnalban, a Tisza Volán és a Bács Volán közreműködésével ideiglenes jelleggel újraindult. Ellátásához kisegítésképpen 6 db Ikarus 260-as típusú autóbusz érkezett Szegedről. A rövid átmeneti időszakban a helyi járatokat az utazóközönség ingyen vehette igénybe. 2013. december 23-ától a város kétéves közszolgáltatási szerződést kötött a Bács Volán Zrt.-vel a helyi közlekedés ellátására. A szolgáltató még az Orangeways idejében 2013. augusztus 29-én bevezetett, körjáratokra épülő vonalhálózatot és menetrendet vette át, valamint a Tisza Volántól érkezett autóbuszok is forgalomban maradtak.  Archiválva 2016. március 15-i dátummal a Wayback Machine-ben
2015. január 1-jével a Bács Volán Zrt. további három dél-alföldi Volán társasággal együtt beolvadt a Dél-Alföldi Közlekedési Központ Zrt.-be, így a város helyi közlekedését innentől a DAKK Zrt. biztosította.
2015. július 20-tól jelentősen megváltozott a helyi vonalhálózat. A kedvezőtlen helyen (a belváros szélén) fekvő vonatkerti autóbusz-állomás megszűnt, szerepét a városközpont szomszédságában a Déri Frigyes sétányon kialakított új helyi buszvégállomás és átszállópont vette át, mely számos előnnyel járt. A járatok többségét a Szegedi úti vasúti sorompó hosszú zárva tartásai és az ennek következtében kialakuló torlódások már kevésbé hátráltatták. A korábban túl hosszú és zavarérzékeny alvégi és újvárosi járatok (6-os, 65-ös, 68-as, 8-as, 86-os, 9-es) útvonala rövidült, így a menetrendszerűség is javult. A DAKK közszolgáltatási szerződését 2015-ben újabb két évvel, 2016. december 31-ig meghosszabbították, aminek következtében javult a járműpark minősége is: a régi, korszerűtlen Ikarus 260 típusú autóbuszok leállításra kerültek, helyükre pedig 4 db, korábban Kecskeméten dolgozó, Ikarus 415 típusú autóbusz érkezett. 
Az utasforgalom azonban továbbra is csökkent, az autóbuszok alacsony kihasználtsággal közlekedtek, miközben a költségek folyamatosan emelkedtek. Így 2016-ban a városnak már 97 millió forintjába került a helyi üzem fenntartása, mely már meghaladta anyagi lehetőségeit. Ezért 2017. január 1-jétől jelentős, közel 40%-os teljesítménycsökkentés (járatritkítás) került bevezetésre, amelytől a finanszírozási igény 60 millió forintra való mérséklődését várták. Megszűnt az 1-es, 12-es, 48-as, 6-os, 65-ös és 8-as vonal, így csúcsidőszakban egyidejűleg már csak 4 autóbuszra van szükség a városban a korábbi 6 helyett. Ennél is drasztikusabban visszaesett a hétvégi kínálat, amikor is délután 2-3 óra után már egyáltalán nem indultak helyi járatok. Az eljutási lehetőségek pótlására szombat és vasárnap délután több, a város autóbusz-állomásáról kiinduló helyközi autóbuszjárat is meg lett hirdetve a helyi utazóközönség részére, azonban ez a megoldás csak részben tudta pótolni a korábbi szolgáltatást. Végül 2017. április 10-étől a 112-es és 68-as autóbuszvonalakon 14 és 18 óra után 1-1 járatpár visszaállításra került.
2019. október 1-jétől a helyi közlekedést a Volánbusz üzemelteti.
2021. január 1-jétől a helyi járat szolgáltatójának közvetlen kijelölésével az önkormányzat kezdeményezésére díjmentessé vált a helyi járatok díja.

## A járműpark
2010 előtt a Bács Volán egy vegyesen Ikarus 260-asokból, Ikarus 280-asokból, Ikarus 415-ösökből és egy Ikarus 263-asból álló járműparkkal látta el a közlekedést. A szolgáltatóváltást követően az Ikarus 200-as széria akkori egyedeit selejtezték vagy értékesítették, az 1 db 263-as és a 2 db 415-ös pedig a helyközi üzemhez került át. 
Az Orangeways helyi autóbuszparkja 2010-től 2013-ig:
- 2 db Berkhof SB 220 szóló, 3 ajtós autóbusz a Noviotól használtan beszerezve;
- 6 db Berkhof SB 220 szóló, 2 ajtós autóbusz a Connexiontól használtan beszerezve (egy busz szervizben volt kb. fél évet, ott is maradt);
- 1 db Berkhof SB 3000, használt 3 tengelyes szóló helyközi/távolsági autóbusz, főként különjáratos feladatokra;
- 1 db Iveco 45.10 mikrobusz, javítás alatt álló buszok ideiglenes pótlására;
- 1 db Iveco szóló helyközi/távolsági autóbusz (MDY-801) a Schuszter Kft.-től, javítás alatt álló buszok ideiglenes pótlására;Az Orangeways Berkhof SB3000 típusú autóbusza a vonatkerti autóbusz-állomáson 2011-ben.

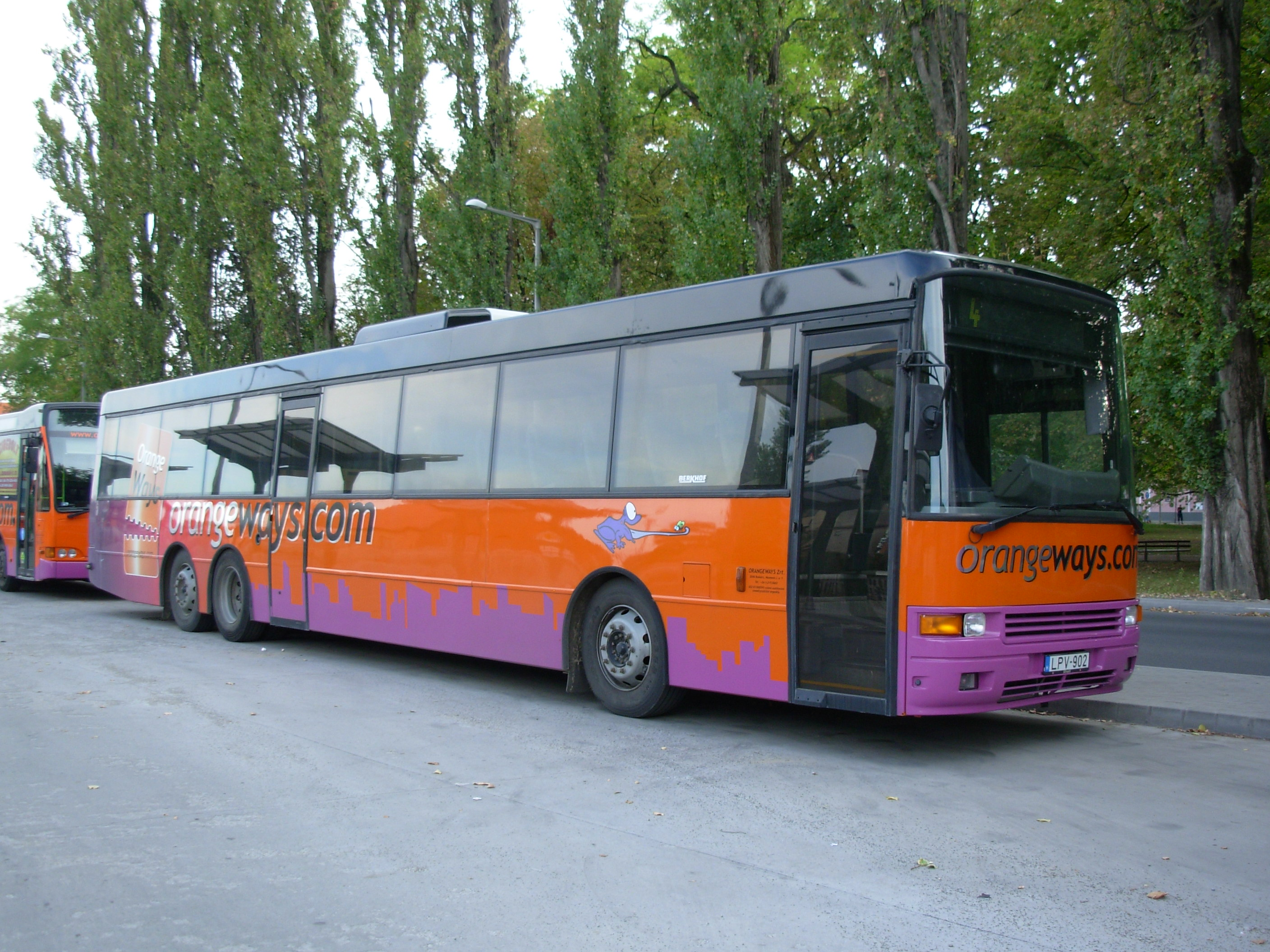
Az Orangeways Berkhof SB3000 típusú autóbusza a vonatkerti autóbusz-állomáson 2011-ben.

2013 decemberétől a Bács Volán Zrt. autóbuszparkja:
- 6 db Ikarus 260-as a Tisza Volántól bérelve;
- 2 db Ikarus 415-ös, 3 ajtós, a bajai helyközi állományból visszavéve;

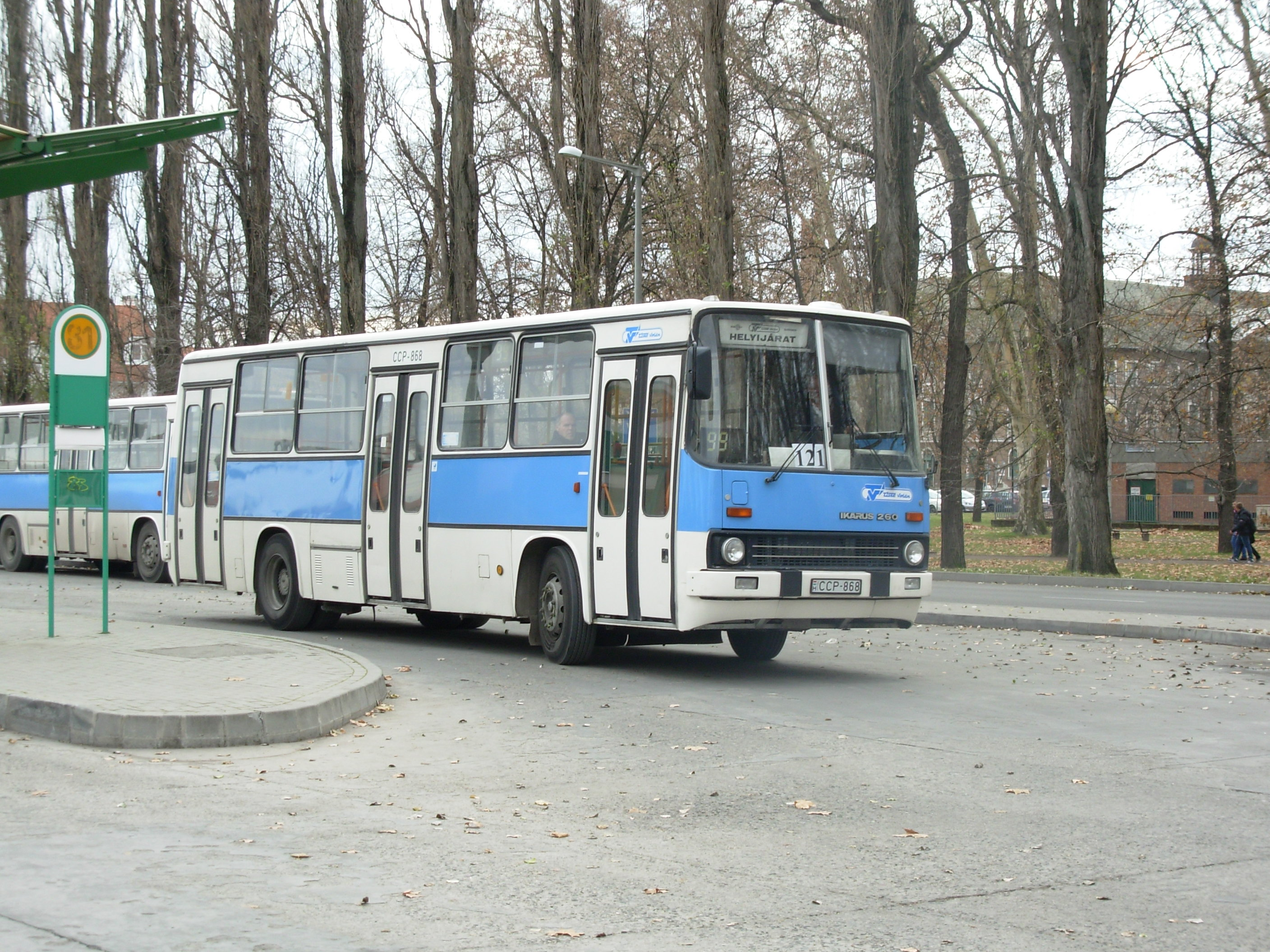
A Tisza Volán Zrt.-től bérelt egyik 260-as indul a Vonatkertből 2013 decemberében.

2015 decemberétől a DAKK Zrt. járműparkja:
- 2 db Ikarus 415-ös, 3 ajtós, a korábbi Bács Volántól;
- 4 db Ikarus 415-ös, 3 ajtós, korábban Kecskeméten dolgozó autóbuszok

2022-ben az alábbi helyi járatok teljesítettek szolgálatot;

6 db Ikarus 412-es, 3 ajtós autóbusz (IDZ-487, IDZ-488, IDZ-489, IDZ-514, IDZ-516, HSX-425)
Jelenlegi járművek

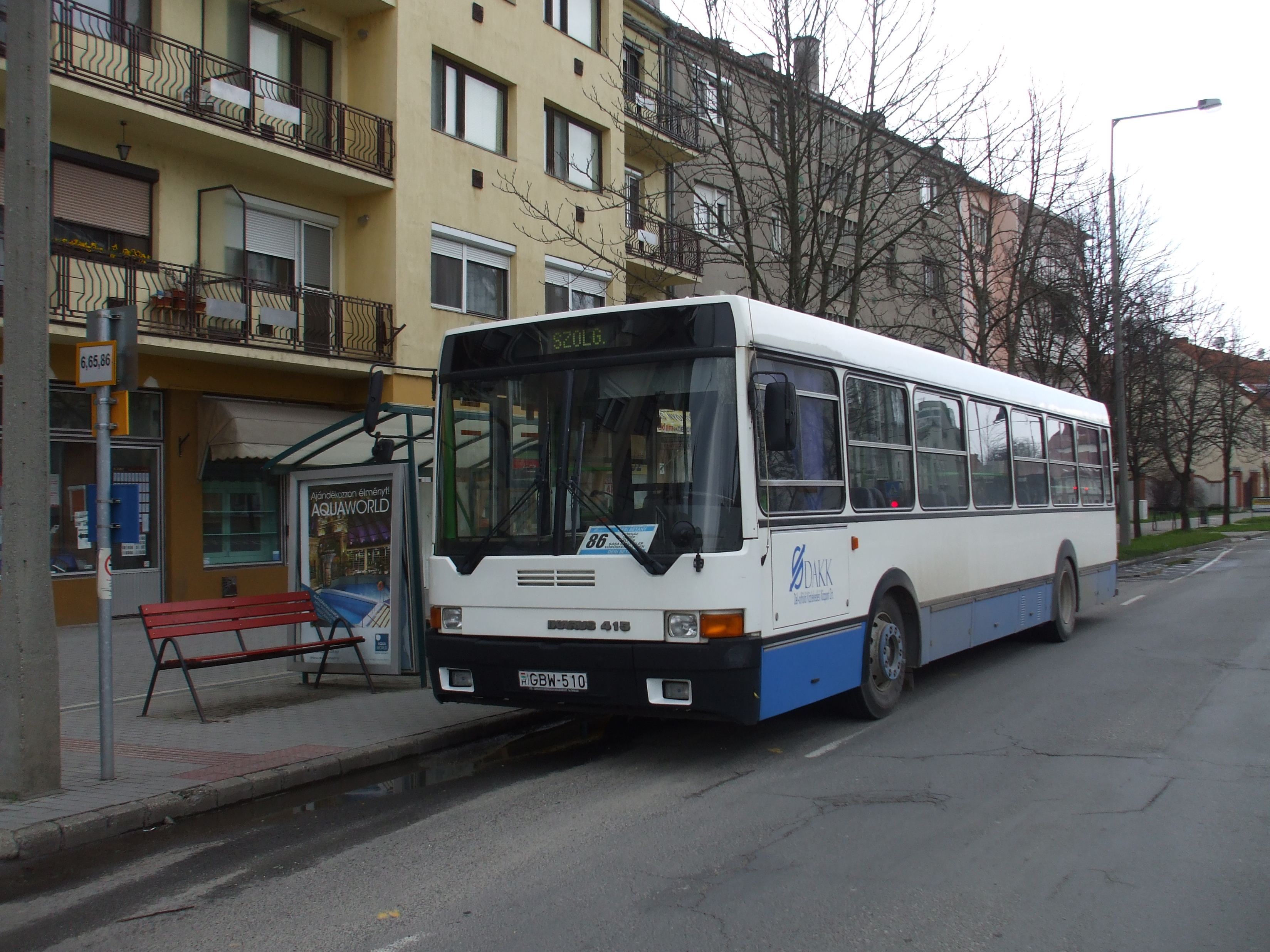
A DAKK Zrt. ex kecskeméti 415-öse a bajai helyi járaton 2016-ban.

7+12db Solaris Urbino 12 IFR-193-198, KAX-531-533, KAX-535, KUU-157-158 KZS-085-087, LFD-794-797
2+3db Volvo 7700 MLC-223-224, KPN-485-487
4db Solaris Urbino 18 KWY-041, KWY-043, KWY-045-046
4+7db Volvo 7700A KKT-252, KKT-254, KKT-256, KKT-258, KNL-240-241, KNL-243-245, KXH-604-605

## Autóbuszvonalak
Autóbuszvonalak a 2020. január 1-je óta érvényes menetrend szerint:
| Vonalszám | Végállomások              | Végállomások           | Megjegyzés                                                              |
| --------- | ------------------------- | ---------------------- | ----------------------------------------------------------------------- |
| 4         | Déri sétány               | Mártonszállás          |                                                                         |
| 9         | Déri sétány               | Déri sétány            | Hurokjárat.                                                             |
| 9         | Déri sétány               | Déri sétány            | Körjárat.                                                               |
| 112       | Déri sétány               | Déri sétány            | Körjárat.                                                               |
| 121       | Déri sétány               | Déri sétány            | Körjárat.                                                               |
| R1        | Vámház                    | Baja, Autóbusz-állomás | 5310-es és 5315-ös helyközi autóbuszok szolgálják ki.                   |
| R2        | Martonszállás bejárati út | Baja, Autóbusz-állomás | 5320-as, 5321-es, 5323-as és 5327-es helyközi autóbuszok szolgálják ki. |
| R3        | DÉLHÚS Rt.                | Baja, Autóbusz-állomás | 5314-es, 5323-as, 5325-ös és 5326-os helyközi autóbuszok szolgálják ki. |
| R4        | Vám utca                  | Baja, Autóbusz-állomás | 5330-as helyközi autóbusz szolgálják ki.                                |
| R5        | Vöröskereszt téri iskola  | Baja, Autóbusz-állomás | 5335-ös, 5336-os és 5337-es helyközi autóbuszok szolgálják ki.          |

## Autóbuszvonalak 2022.05.16.-tól[6]
Utasszámlálási felmérés alapján nőtt az utazási kedv az ingyenes tömegközlekedés bevezetése óta, ezt állapította meg Baja város önkormányzata és a Volánbusz Zrt. együttműködve. Az adatok alapján átdolgozták a jelenlegi menetrendet és hálózatot is. A következő döntések születtek: Bevezetésre kerül az új 3-as, 19-es és 29-es járat illetve bővítik a 86-os autóbusz menetrendjét is reggel 6:15-ös indulással. Ezzel egyidejűleg jelentősen ritkul a 9-es, 112-es és 121-es vonal menetrendje, mivel ezeket a járatokat váltja ki az új 19-es és 29-es járat. A 68-as és 4-es járat menetrendje nem változott.
| Vonalszám | Útvonal | Megjegyzés |
| --------- | --- | ---------- |
| 3         | Déri sétány – Gólya sor                                                                                                   |            |
| 4         | Déri sétány – Gólya sor – Mártonszállás                                                                                   |            |
| 9         | Déri sétány – Tesco – Déri sétány                                                                                         | Körjárat   |
| 19        | Déri sétány – Bajaszentistván – Tesco – Déri sétány                                                                       | Körjárat   |
| 29        | Déri sétány – Tesco – Bajaszentistván – Déri sétány                                                                       | Körjárat   |
| 68        | Déri sétány – Kórház – Bara lakótelep – Volán-telep – Déri sétány                                                         | Körjárat   |
| 86        | Déri sétány – Kórház – Volán-telep – Bokodi út – Bara lakótelep -( Vaskúti úti forduló ) – Vöröskereszt tér – Déri sétány | Körjárat   |
| 112       | Déri sétány – Vámház – Tél utca – Malom utca – Déri sétány                                                                | Körjárat   |
| 121       | Déri sétány – Vasutas telep – Vámház – Zeneiskola – Déri sétány                                                           | Körjárat   |